# Kopalnia Węgla Kamiennego Marcel

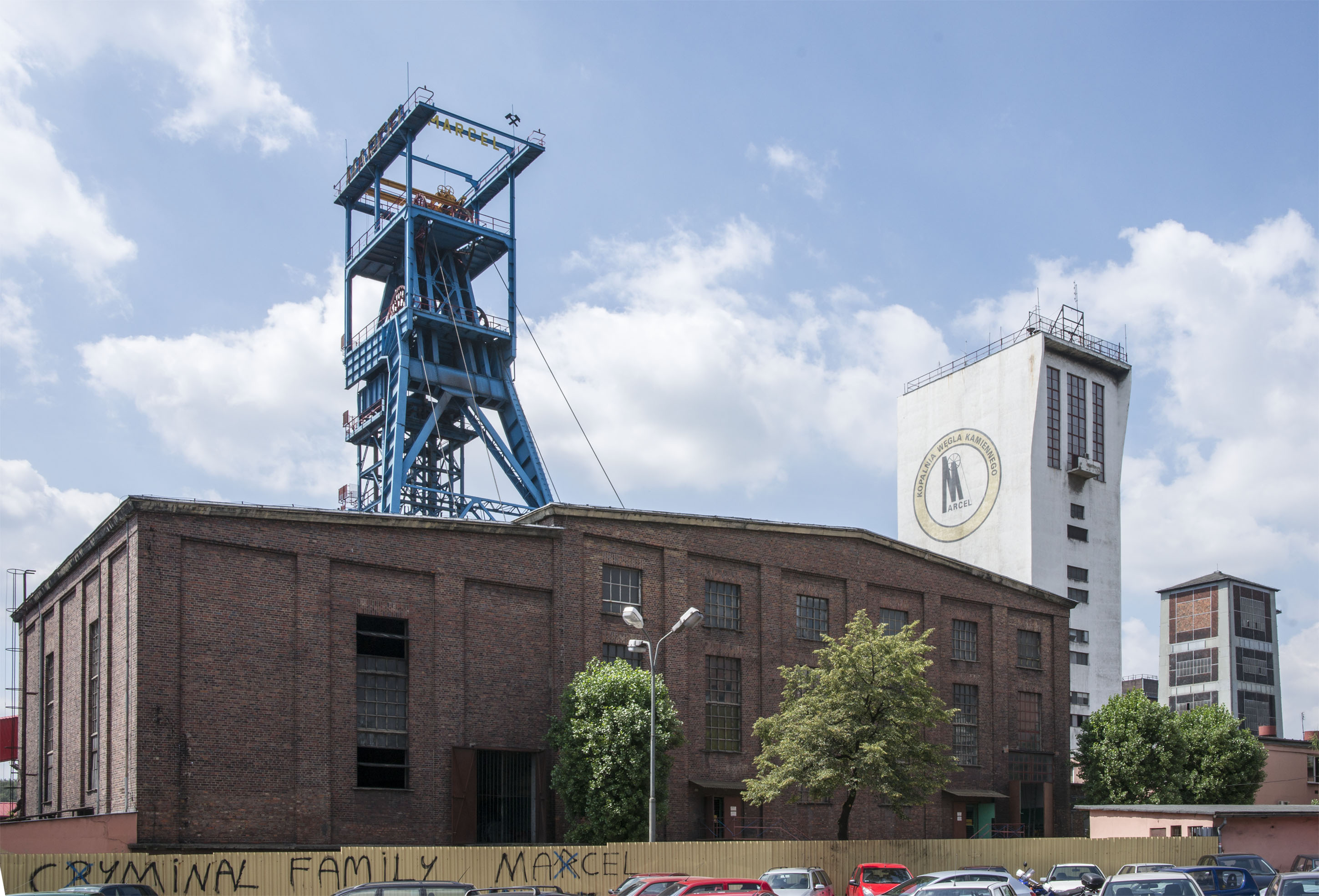
Schächte Julia, Antony und Wictor (von links nach rechts)

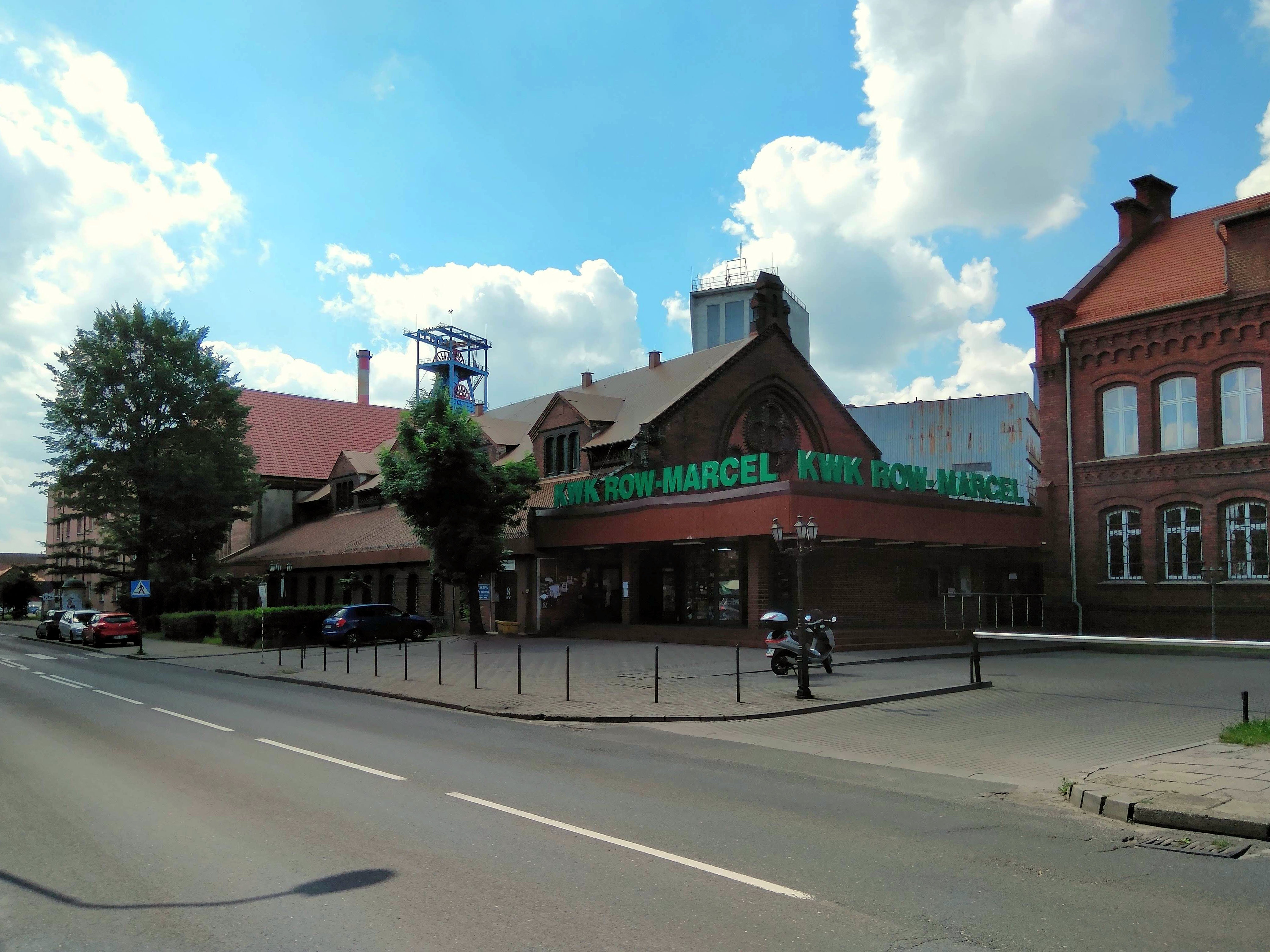
Haupteingang an der Nord-West Seite des Bergwerkes

Das Steinkohlenbergwerk Marcel (polnisch Kopalnia Węgla Kamiennego Marcel; deutsch Emmagrube) ist ein aktives Steinkohlenbergwerk der Polska Grupa Górnicza in Radlin, Polen. Von dieser neuen Gesellschaft wurde das bisher eigenständige Bergwerk zum 1. Juli 2016 als Betrieb in das neu geschaffene Bergwerk ROW (Rybnicki Okręg Węglowy) eingegliedert.

## Geschichte

### Emmagrube bis 1922
Der Steinkohlenbergbau im Bereich der Ortschaft Radlin entwickelte sich erst relativ spät, d. h. erst ab der Mitte des 19. Jahrhunderts So wurde das erste Feld der Emmagrube am 14. Oktober 1858 an Franz Stahler verliehen. Aber erst nachdem dieser seinen Feldbesitz in eine Gewerkschaft eingebracht hatte, deren Kuxmehrheit der Unternehmer Friedrich Grundmann besaß, kam es 1883 mit dem Abteufen Schächte „Mauve“ und „Grundmann“ und damit zu einer Aufnahme der Kohlenförderung. 1892 kamen die Felder „Mariahilf“ in Biertułtowy und „Weihnachtsabend“ in Radlin hinzu und das Bergwerk erreichte eine Berechtsame von 2,19 km².
Da das Bergwerk im Jahr 1892 mit 598 Mitarbeiter (davon 42 Frauen) nur 160.439 Tonnen förderte, suchte man einen Investor zur Erweiterung und Modernisierung der Grube. Ihn fand man in dem Unternehmer und Rechtsanwalt Fritz von Friedländer-Fuld. Es schuf 1903 in Berlin die „Rybniker Steinkohlen-Gewerkschaft“, deren Vorstand auch Walther Rathenau angehörte. Ihr gehörte auch die Bergwerke Johann-Jakob/Römer und Anna.
In den Jahren bis 1912 wurden Sohlen auf 126 m, 199 m und 400 m Teufe aufgefahren und sechs Flöze der Ostrauer Schichten mit einer Gesamtmächtigkeit von 14,6 m abgebaut. Aufgrund eines hohen Methangehaltes der Flöze II, IV und VI wurden mehrere speziell zu diesen Schichten führende Wetterschächte errichtet, die die Gase mit Gans- oder Rateaulüftern absaugten.
1903 hatte der Grundmannschacht ein eisernes Fördergerüst erhalten. Die Ausrichtung der 400-m-Sohle machte es notwendig, eine elektrische Zentrale zu errichten und Separation sowie Wäsche zu erneuern und zu erweitern. Außerdem wurde neben der Grube eine Kokerei (heute eigenständiges Unternehmen der JSW-Koks S.S.) installiert und mit Öfen des Systems „Otto“ ausgestattet.
1914 wurde der „Mauveschacht“ auf 600 m tiefergeteuft und erhielt einen von dem Architekten Hans Poelzig entworfenen Schachtturm mit Schachthalle, die bis heute erhalten blieben. Der Förderturm verfügt in seinem Kopf über eine Elektrofördermaschine.

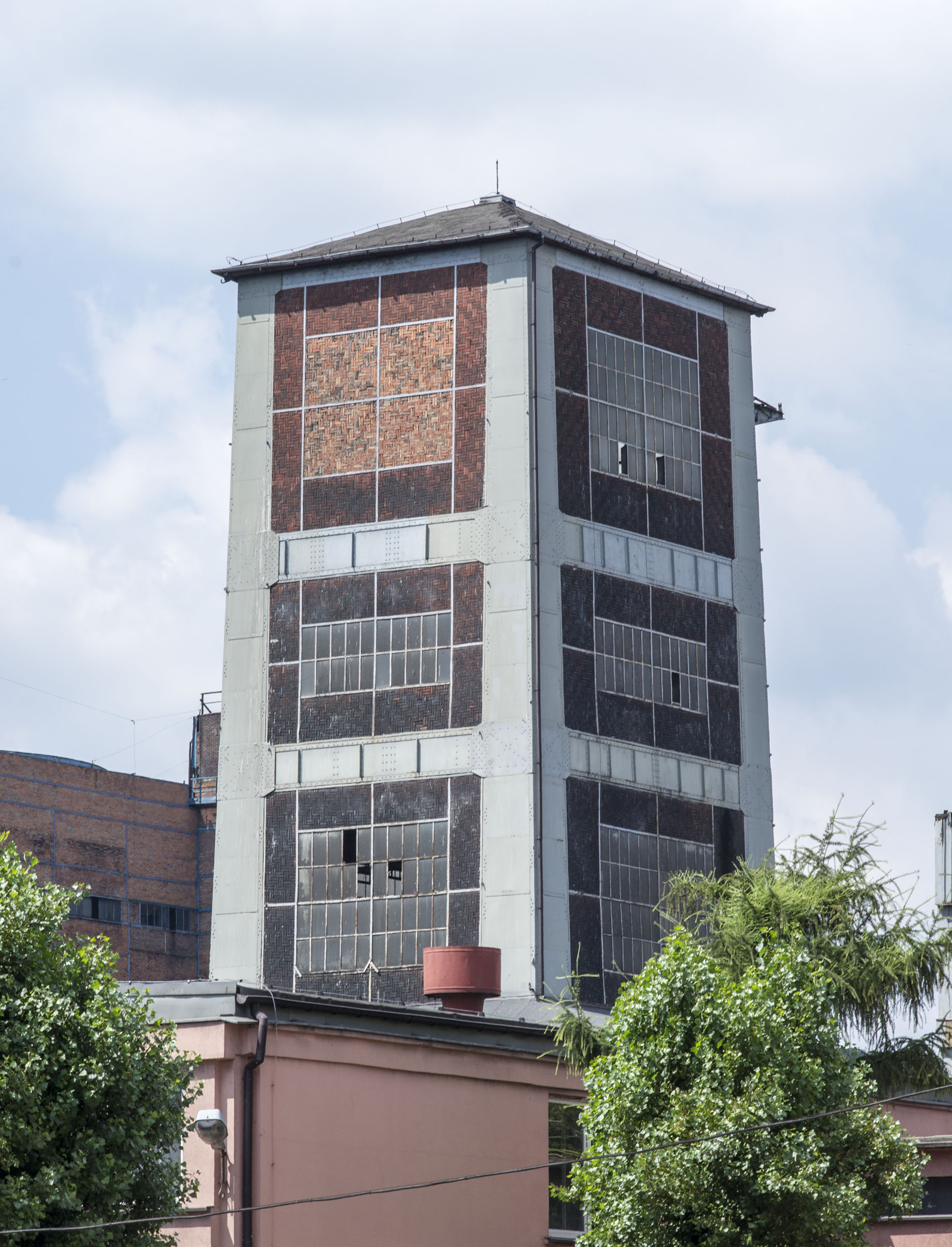
Schachtturm über dem Wictorschacht (Entwurf Poelzig)

Die Grubenbaue waren mit denen der benachbarten Grube Johann-Jakob (Römergrube) durchschlägig und zwischenzeitlich führte der Verbund beider Bergwerke den Namen Emma und Römer.

### Die Zeit von 1922 bis 1945
Die Grube befand sich bei der Teilung Oberschlesiens im Jahr 1922 auf polnischer Seite. Deshalb wurde der Firmensitz von Berlin nach Katowice verlegt, der Name der Gewerkschaft in „Rybnickiego Gwarectwa Węglowego“ geändert und die Schächte „Mauve“ in „Wictor“ und „Grundmann“ in „Anthony“ umbenannt. Anstelle ihres 1917 verstorbenen Vaters von Friedländer-Fuld trat Marie-Anne von Goldschmidt-Rothschild als Erbin in die Führung der neuen Gewerkschaft ein.
Im Jahr 1923 begannen die Arbeiten für den Bau des Schachtes „Marklowice“, die im Jahre 1928 aufgrund der starken Wasserzuflüsse zeitweilig unterbrochen wurden. 1938 wurde der Schacht „Jedłownik I“ abgeteuft. Außerdem erhielt das Bergwerk in dieser Zeit eine neue Kohlenwäsche.
Während des Zweiten Weltkriegs gehörte die Grube zur Gruppe Rybnik (II) der Reichswerke Hermann Göring. In den zur Emmagrube gehörenden Wetterschacht „Reden“ (230 m Teufe) stürzten im Winter 1944 die Nationalsozialisten mehrere Menschen lebendig hinab. Den Opfern zum Gedenken ist die Wikipediaseite Schacht Reden gewidmet.

### KWK Marcel

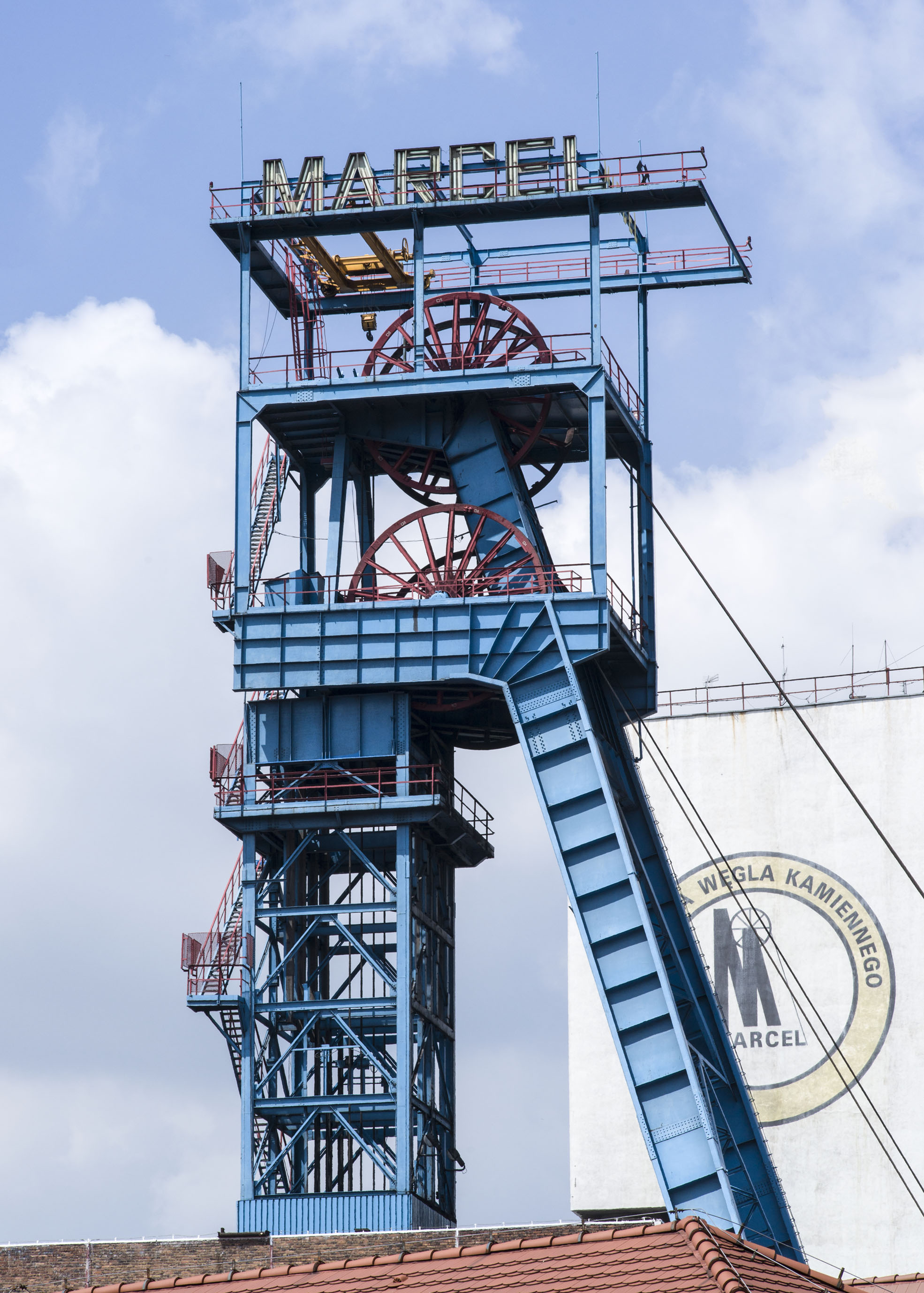
Gerüst über Schacht Julia

Am 27. April 1949 wurde die Zeche zu Ehren des auf Emma arbeitenden kommunistischen Aktivisten Józef Kolorz (1900–1938), der den Spitznamen Marcel trug, nach ihm benannt.
Von 1945 bis 1982 gehörte die Zeche zur Rybnickie Zjednoczenie Przemysłu Węglowego, von 1984 bis 1988 zu der von Rybnik-Jastrzębie und ist heute Teil der "Polska Grupa Górnicza" (PGG).
Die Nachkriegszeit war eine Zeit der Modernisierung und Erweiterung der Zeche. Zunächst wurde ein neuer Schacht mit 1000 m Tiefe, Schacht „Julia“/III, abgeteuft und mit zwei Fördertrums ausgestattet. Auch „Antony“ (jetzt mit Betonförderturm) und „Jedłownik“ wurden tiefergeteuft.
Im Jahr 1995 wurde der Zusammenschluss der Bergwerke 1 Maja und Marcel unter dem Namen Marcel in Wodzisław Śląski verfügt, 1 Maja aber 2001 stillgelegt. Teile seines Baufeldes sowie solche des ebenfalls stillgelegten Bergwerks Rymer wurden Marcel zugeschlagen, wodurch sich die Berechtsame auf 57,37 km² vergrößerte.
Neben der Kohle baut das Bergwerk auch Blei ab und hat seine Abbaupunkte in den Ortschaften Radlett, Wodzisław Śląski, Rybnik-Niedobczyce, Marklowice, Mszana und Świerklany.

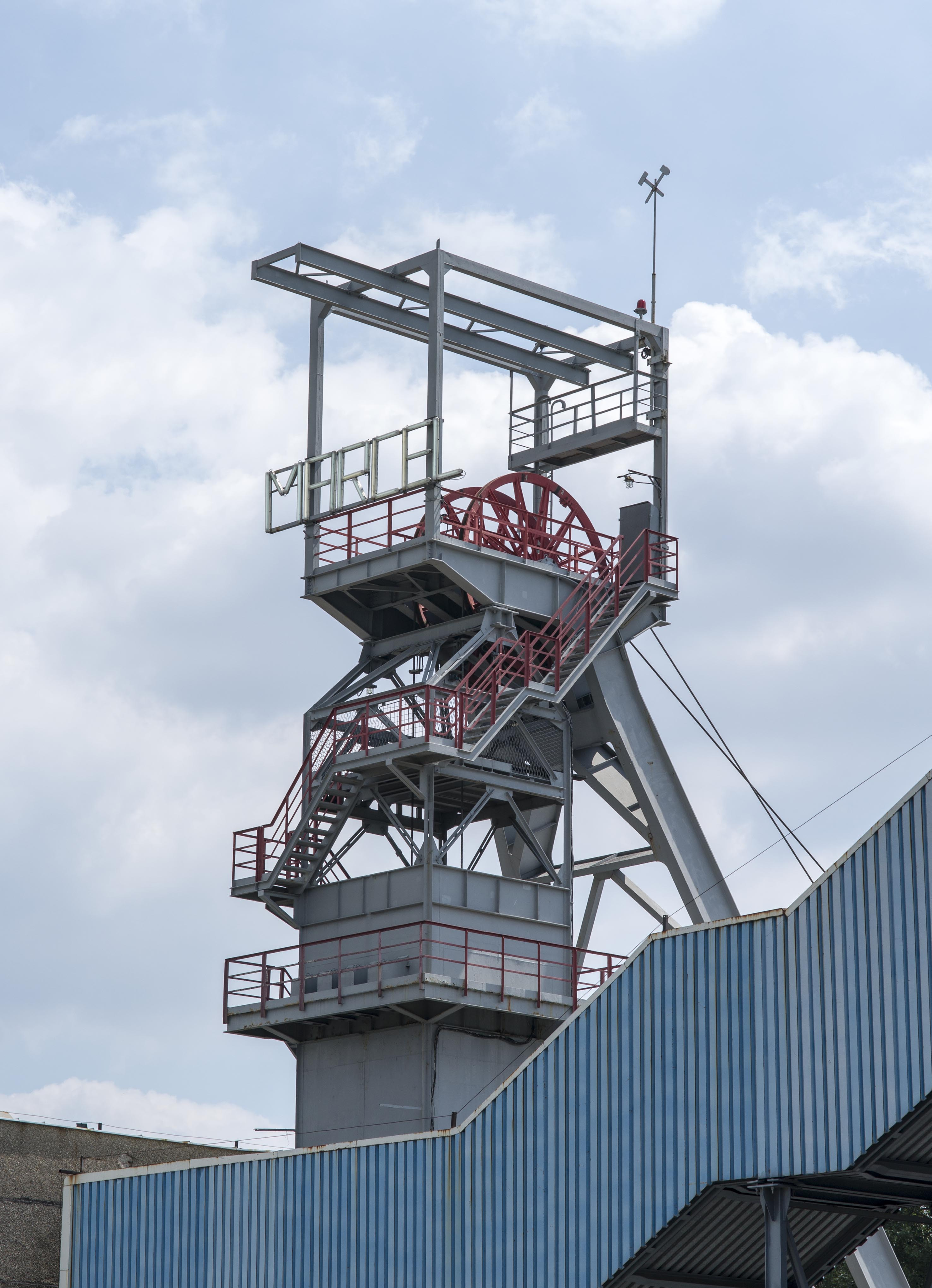
Schacht Marklowice

Obwohl sich heute die Zentrale, drei Schächte und zahlreiche Tagesanlagen in Radlin befinden, liegt der aktuelle Förderschwerpunkt im Bereich der Schachtanlage „Marklowice“ mit den Schächten I (Seilfahrt und Material) und II (ein- und ausziehender Wetterschacht). Marklowice ist auf den 290 m und 700 m Sohlen mit der Zentralanlage verbunden.
Die drei Schächte der Zentralanlage haben folgende Tiefen und Funktionen: „Antony“ (früher „Grundmann“) und „Wictor“ (früher „Mauve“) Seilfahrt und Materialtransport für die Sohlen in 400, 600 und 800 m Tiefe, und III („Julia“) als Förderschacht. Auch dient wegen der Durchschläge zur Anlage Marklowice dieser Schacht als Notausstieg für die dort arbeitenden Bergleute. 400 m von der Hauptanlage entfernt an der Nationalstraße 78 liegt als ausziehender Wetterschacht IV / „Bartek“ mit einer Befahrung, die weder für den Personen- noch den Materialtransport geeignet ist.

### Förderzahlen
1892: 160.439 t; 1912: 672.863 t; 1923: 1,30 Mio. t; 1938: 1,25 Mio. t; 1943: 1,45 Mio. t; 1979: 2,59 Mio. t

## Gegenwart
Das Bergwerk fördert heute (Stand Mai 2017) mit 2868 Beschäftigten netto 10.000 Tonnen Kohle täglich, und zwar sowohl thermische als auch Kokskohle. Die thermische Kohle wird in Marklowice gewonnen und zeichnet sich durch einen sehr geringen Aschegehalt aus, die Kokskohle stammt aus dem alten Baufeld von Marcel selbst.
Das Bergwerk Marcel kann heute wirtschaftlich sehr erfolgreich arbeiten, weil die Lagerstättenverhältnisse in Marklowice sehr günstig sind, die Kohle von dort nicht mehr über Schacht III von Marcel, sondern über einen 2 km langen Bandberg von der 400-m-Sohle direkt zu Schacht 3 über Tage transportiert wird und die Aufbereitung sehr leistungsfähig ist. Das Band zwischen Marklowice und Marcel wird von drei 860-kW-Elektromotoren angetrieben und kann täglich 20.000 t transportieren. Durch die Errichtung dieses Bandberges konnte der größte Engpass in der Produktion, die Begrenzung der Förderkapazität von Schacht III, überwunden werden. Seitdem wird über die nördliche Förderung von Schacht III mit Skips nur noch die im alten Baufeld gewonnene Kokskohle zu Tage gehoben.
Da mit einer baldigen Erschöpfung dieser Lagerstätte gerechnet wird, ist geplant, ab 2019 ungefähr 9500 Tagestonnen von Rydułtowy über die nördliche Förderung von Schacht III zu Tage zu heben und vor Ort aufzubereiten. Am 5. April 2020 wurde in der staatlichen Grube der erste Kumpel in Polen positiv auf das neuartige Coronavirus getestet. In der Folge breitete sich die  COVID-19-Pandemie ungebremst in der ganzen schlesischen Kohleregion aus.